# شريان منعطف عضدي خلفي
الشِّرْيانُ المُنْعَطِفُ العَضُدِيُّ الخَلْفِيّ (بالإنجليزية: Posterior humeral circumflex artery)‏، ينشأ من الجزء الثالث من الشريان الإبطي عند الحد السفلي للعَضَلَةُ تَحْتَ الكَتِفِيَّة، و يمتد في الخلف مع العصب الإبطي من خلال المساحة الرباعية.
يلتف حول عنق العضد التشريحي، ويغذي كلاً من العضلات الدالية، مفصل الكتف والعضلة المدورة الصغيرة وتتفاغر مع الشريان المنعطف العضدي الأمامي والشريان العضدي العميق.

## صور إضافية

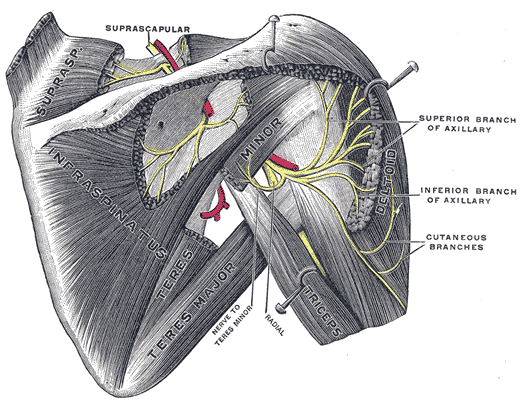
العضلة تحت الكتفية والعصب الإبطي للجانب الأيمن (منظر خلفي).
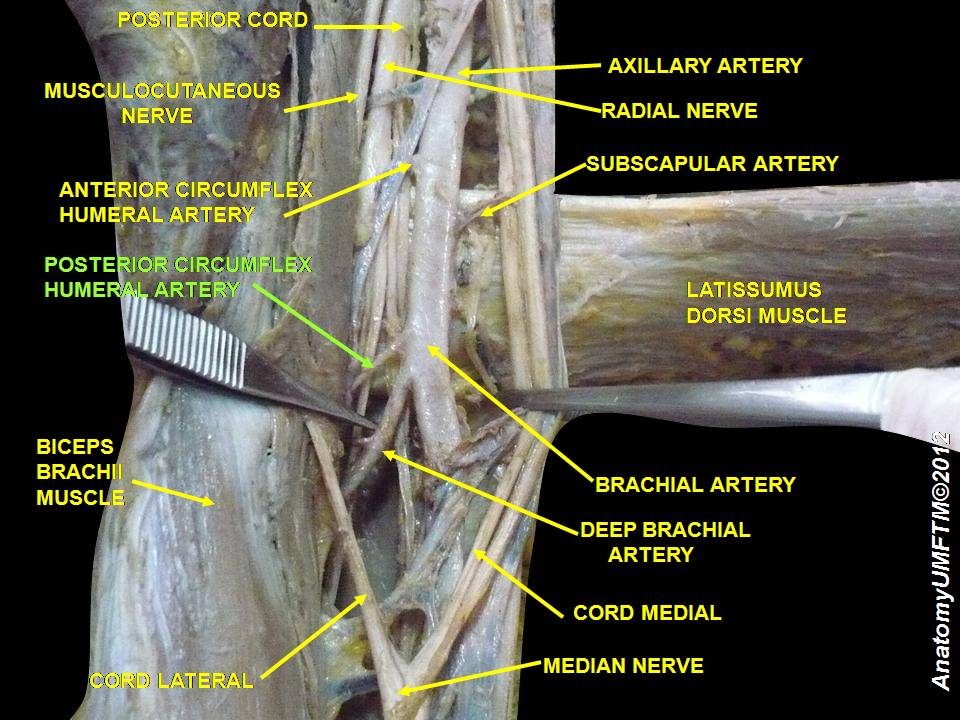
شريان منعطف عضدي خلفي

## روابط خارجية
- Posterior_humeral_circumflex_artery على برنامج طب العظام التابع لنظام الصحة بجامعة ديوك [الإنجليزية]‏.
- درسٌ تشريحي حول lesson3axillaryart&vein مُعدٌ بواسطة ويسلي نورمان (جامعة جورجتاون).

1. ↑  نموذج تأسيسي في التشريح، QID:Q1406710